# Biennale di Senigallia
La Biennale di Senigallia est une manifestation culturelle consacrée à l’histoire de la photographie qui a lieu à Senigallia en Italie. 
Organisée tous les deux ans depuis mai 2019, à l’initiative de plusieurs historiens italiens, suisses et français, la Biennale di Senigallia est intégrée au projet Senigallia Città della Fotografia, promu par la région des Marches et mis en œuvre par la municipalité de Senigallia et l'Atelier 41 en collaboration avec la Fondazione Cassa di Risparmio di Jesi, et le soutien des associations locales. 

## Sujet de la Biennale

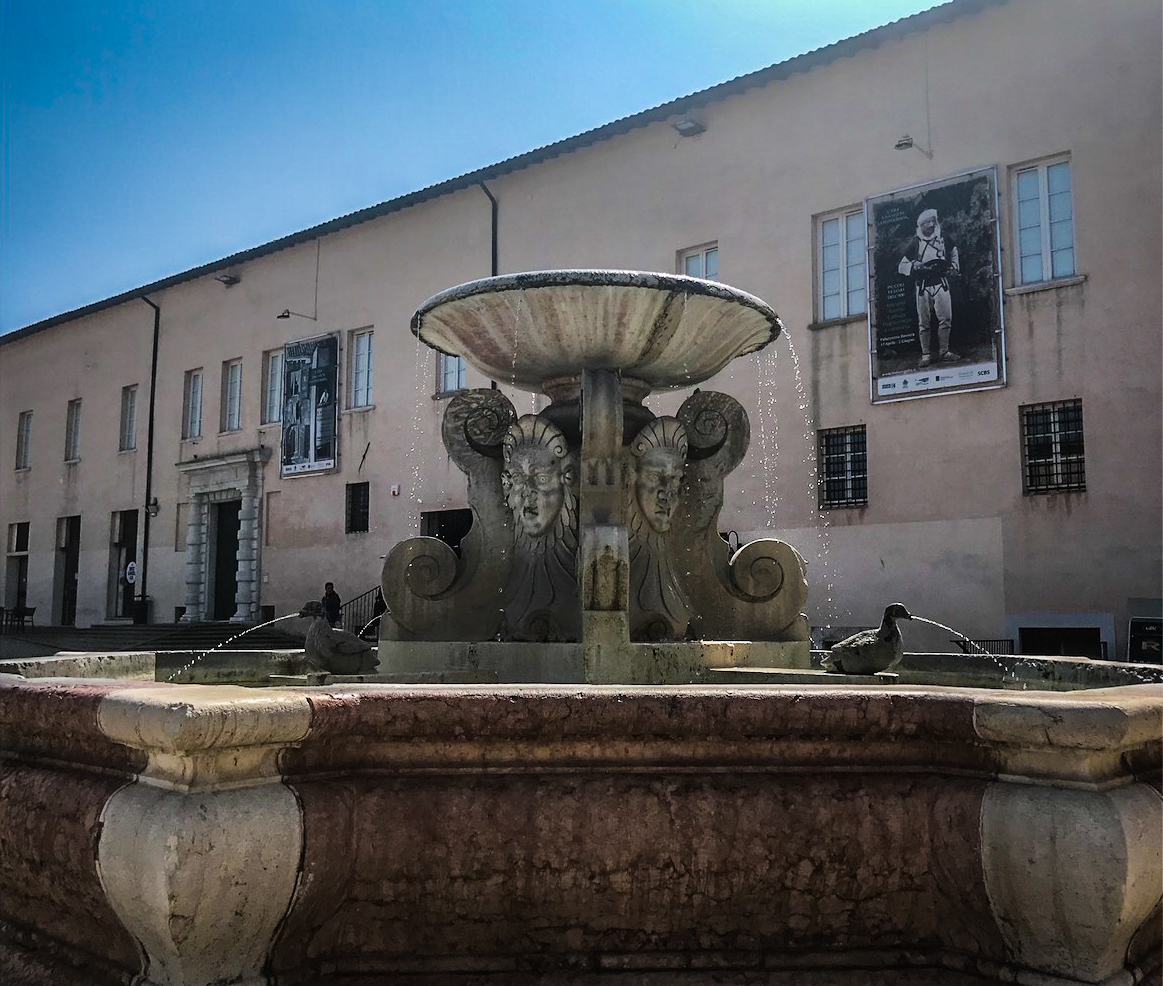
La Piazza del Duca de Senigallia pendant la première Biennale

L'histoire de la photographie est un sujet passionnant qui offre de nombreuses perspectives aux étudiants en histoire de l'art et en histoire des sciences. La plupart des festivals consacrés à la photographie négligent les perspectives historiques et l’analyse matérielle des photographies anciennes. La Biennale de Senigallia est spécialisée dans ces domaines.

## I Biennale 2019
La première édition de la biennale a eu lieu en mai 2019 à Senigallia alors que la ville venait de se voir décerner le titre de Cité de la Photographie, Cittá della Fotografia. Le programme a été conçue sous le contrôle bienveillant de la commissaire invitée Maria Francesca Bonetti.
Une exposition d'épreuves d'artistes et de tirages de travail abordait l'amitié entre les trois photographes historiques, Giuseppe Cavalli, Ferruccio Ferroni (it) et Mario Giacomelli, à l'origine de l'intérêt prononcé des habitants de la ville pour la photographie.
Plusieurs expositions étaient consacrées à l'histoire de la photographie avec par exemple des tirages d'époques des premiers photographes en Albanie, Pietro Marubi, ou en Erytrée, Luigi Naretti. Les tables rondes,  conférences et  projections ont été complétées par une foire aux images, un salon regroupant dix neuf exposants venus de six pays. Outre la curiosité du public pour les photographies anciennes et de collection, la présence de collectionneurs Américains et Européens, les articles de la presse démontre le caractère international de cette biennale,,.

## II Biennale 2021
La seconde édition de la biennale a eu lieu les 23, 24 et 25 juin 2021. Avec la participation de la direction régionale des Musées des Marches, de la Rocca Roveresca, du Musée Pio IX et de plusieurs acteurs de la société locale . Le programme de cette édition était supervisé par la conservatrice et commissaire d'expositions Christine Barthe.
Dans la partie historique, figuraient deux femmes photographes du XXe siècle, Georgette Chadourne et Mirjam Schwarz, présentées par Christine Barthe, de rares photographies de la révolution russe avec en particulier des images de la captivité de la famille Romanov enregistrées par le précepteur suisse des enfants du Tsar, Pierre Gilliard, présentées par Daniel Girardin. Ainsi que des portraits de rues par un photographe de St Étienne des années 1960 (Au Brésilien) présentés par Barnabé Moinard et un accrochage illustrant la conférence inaugurale de Michele Smargiassi (it) : « Sorridere ».
Pour la partie contemporaine de la programmation, au voisinage de l’exposition de Mario Cresci organisée par lCCD, on peut citer Tataouine de Nino Migliori, des vues de Désert de John R. Pepper, un accrochage de Claude Iverné, une sélection de photographies d’Enzo Carli et du groupe Introvisione, des expérimentations de Mario Santoro Woith (en), une enquête photographique sur la vie de Caravage par Michel Collet. 
Une exposition consacrée à Pier Paolo Pasolini et son voyage sur les plages de l’adriatique illustrée de photographies de Philippe Seclier qui reprit la route en 2001 : La Lunga strada di sabbia.
Dans la ville figuraient, pour en citer quelques-unes, des expositions de Patrizia Loconte, Mario Giacomelli, Giuseppe Cavalli, Giovanni Ghiandoni, Mike Robinson, Jérôme Monnier, Malcolm Linton…
Deux journées de conférences à l'auditorio San Rocco accompagnaient les expositions, exposaient les recherches effectuées lors de leur préparation, elles ont été enregistrées par la télévision locale, Senigallia Notizie, et sont disponibles en ligne.

## III Biennale 2023
La troisième édition de la Biennale s'est déroulé les 18-19-20 mai 2023 pour les conférences, la foire et l'inauguration des expositions qui sont restées ouvertes au public jusqu'en juillet. Le commissaire invité qui supervisa les expositions était Zaven Paré. 
Cette édition était dédiée à Pierre Apraxine disparu en février avec une soirée hommage et une présentation en français de ses Mémoires à paraître par son biographe Jean Poderos le vendredi  19 mai à la Rotonde al Mare, disponible en ligne. 
A la Rocca Roveresca on a pu voir au rez-de-chaussée une exposition-enquête réalisée avec les étudiants du programme Erasmus : Qui a peur de son reflet, suivie d'une journée dans la vie de Charles Baudelaire. À l'étage le projet photographique Camere con vista. San Benedetto/Pesaro. Andata e ritorno, vainqueur de la commande publique du Ministero della Cultura.
Au Palazzetto Baviera, sept expositions, les étonnantes photographies en couleurs prises par Solange Brand en pleine révolution culturelle à Pékin en 1966, les photographies sensibles du Brésilien Flavio Damm, un contemporain de Mario Giacomelli de l'autre côté de l'océan, une sélection de photographies nées de sons et de bruits, baptisées Cymatics par l'ingénieur suisse Hans Jenny, des images de formes naturelles  créées par l'eau et le vents, saisies par le gendre de Hans Jenny :  son opérateur Christiaan Stuten. Puis trois ensembles présentés par des collectionneurs : Tondo Tondi, une évocation du format rond dans l'histoire de la photographie depuis les origines avec des exemples glorieux de Margaret Cameron, Stieglietz, Emile Zola, etc, des photographies trouvées sur les marchés aux puces de quatre des cinq continents par Zaven Paré lors de ses déplacements professionnels, une collection singulière de photomontages et de collages vernaculaires de Robert Yoskowicz.

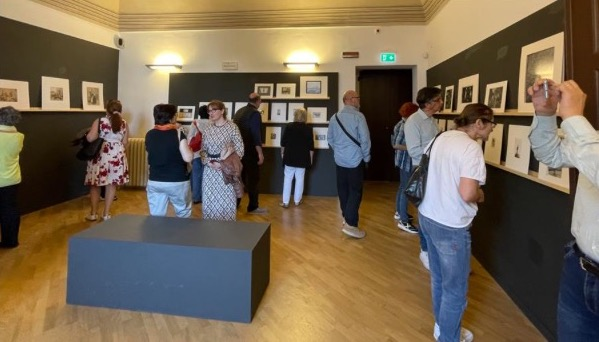
Visiteurs de la Biennale, collection Yoskowitz de photomontages vernaculaires

Au Palazzo del Duca, une grande exposition de l'artiste coréenne Sue Park, à laquelle succéda fin mai une exposition de Paolo Ventura. Derrière le palais, à la Visionaria, les travaux de 50 étudiants de l'Université des Hauts de France, Valenciennes, sur le thème : Existe-t-il une photographie brute ?, à la Rotonda a Mare, une exposition de Denis Freppel, architectures éphémères de Los Angeles.
Les conférences fort nombreuses se sont déroulées à l'autitorio San Rocco, à celui de Palazzetto Baviera et à la Rotonde : Enzo Carli, Leonardo Badioli, Daniel Girardin, Jean Paul Avice, Vittoria Mainoldi, Maurizio Guidoni, Paolo Ventura, Maurizio Galimberti, Paolo Ludovici, Simona Guerra, Solange Brand, Ines Plantureux, Cristiana Colli, Luigi Gallo, Carlo Birrozzi, Alessandra Pacheco, et en video conference, Sue Park et Sandy Skoglund, ainsi que les représentants des fondations Shapiro, Inge Morath, Robert Doisneau et Mario Giacomelli.
Les visiteurs pouvait en outre parcourir dans la ville une vingtaine de boutiques et de magasins qui présentaient les projets des candidats au concours La Muta, et voter pour leur projet préféré. La Biennale s'est conclue par une soirée de gala à la Rotonda a mare le samedi soir 20 mai 2023 et une présentation du Prix La Muta.

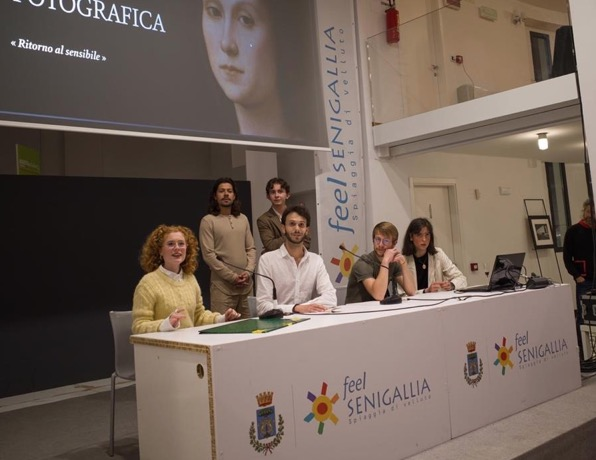
Présentation du prix La Muta 2023

De nombreuses conférences sont en ligne, dans leur langue d'origine, les traductions simultanées ayant étant réservées à un usage ponctuel.

## IV Biennale 2025
La quatrième Biennale se déroulera les 18-21 juin 2025. Trois conférences en préparation, Nicéphore Nièpce et les mystères de l'invention de la photographie, Arthur Rimbaud photographe et Arthur Rimbaud photographié, Célébration de Mario Giacomelli pour le centenaire de sa naissance 1825-1925.